# 朱朝聘
朱朝聘（1551年—1605年），字希尹，號任庵，山東東昌府臨清州民籍，直隸徽州府歙縣人，明朝政治人物。

## 生平
隆庆四年（1567年）庚午科山東鄉試第十名，萬曆五年會試第二百五十九名，未殿试，八年（1580年）庚辰科登三甲第一百零四名進士。大理寺觀政，本年授河南府推官，十四年行取，十月选授户科給事中，十五年八月升山西佥事，分巡河东道带管隰州兼理兵备，十八年调陕西，二十年升参议，再升副使，二十三年十月升右参政，分守关西道，二十四年养病，丁憂歸。三十二年补原职，三十二年十月升按察使，次年卒。

## 家族
曾祖朱忠；祖父朱選，曾任監生、学正；父朱萬年，曾任儒官，贈文林郎河南府推官。母喻氏。